# Cecidomyza obscuripes
Cecidomyza obscuripes är en tvåvingeart som först beskrevs av Zetterstedt 1852.  Cecidomyza obscuripes ingår i släktet Cecidomyza och familjen gallmyggor.
Artens utbredningsområde är Sverige. Inga underarter finns listade i Catalogue of Life.